# Erick Torres (attore)
Erick Torres (2001) è un attore e cantante colombiano.

## Biografia
Erick Torres nel 2012-2013, a soli 11 anni ha interpretato il ruolo di Vincent O'Brien, nella famosa telenovela Chica vampiro, distribuita da Televideo Internacional che è stata trasmessa in 15 nazioni del mondo, ha avuto successo principalmente in Colombia, Italia e Paesi Bassi.
È stata creata da Marcela Citterio, l'autrice delle telenovele Il mondo di Patty e Incorreggibili. In Italia è stata trasmessa sulla rete televisiva Boing dal 31 ottobre 2013. Nel 2019 è stata anche caricata sulla piattaforma Netflix.